# 小行星4514
小行星4514（英語：4514 Vilen）是一颗围绕太阳公转的小行星。1972年4月19日，塔瑪拉·米哈伊洛夫那·斯米爾諾娃在克里米亚发现了此天体。
这颗小行星的绝对星等为88.63363等。